# Вера (лунный кратер)
Кратер Вера (лат. Vera) — маленькое кратероподобное образование в центральной части Океана Бурь на видимой стороне Луны. Название присвоено по латинскому женскому имени и утверждено Международным астрономическим союзом в 1976 г. Сведения о периоде образования кратера отсутствуют.

## Описание кратера

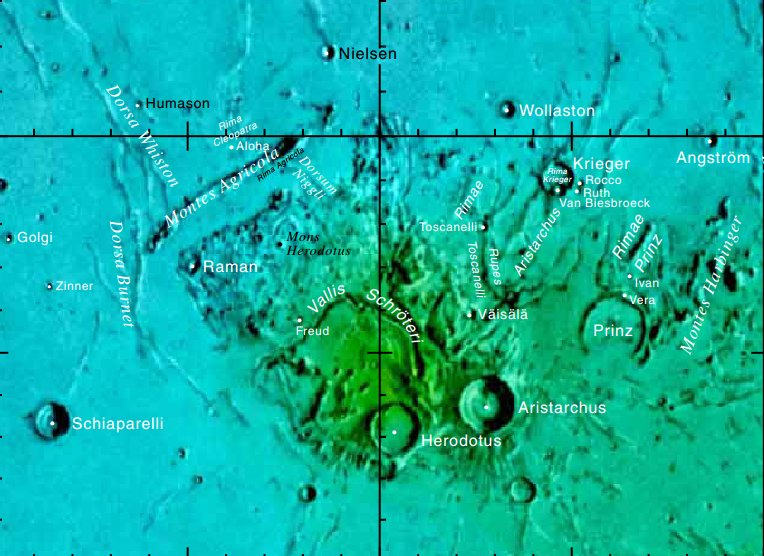
Окрестности кратера Вера. Фрагмент карты видимой стороны Луны.

Ближайшими соседями кратера являются схожий по структуре кратер Иван на северо-востоке и останки кратера Принц на юге. От кратера Вера начинается уходящая на север система разломов – борозды Принца, на востоке от кратера находятся горы Харбингер. Селенографические координаты центра кратера 26°20′ с. ш. 43°43′ з. д. / 26,33° с. ш. 43,71° з. д., диаметр 2,3 км, глубина 0,56 км. Природа кратера неясна, возможно он представляет собой вулканическую кальдеру.
До своего переименования в 1976 г. кратер назывался сателлитным кратером Принц А.

## Сателлитные кратеры
Отсутствуют.